# Brachyloma depressum
Brachyloma depressum är en ljungväxtart som först beskrevs av Ferdinand von Mueller, och fick sitt nu gällande namn av George Bentham. Brachyloma depressum ingår i släktet Brachyloma och familjen ljungväxter. Inga underarter finns listade i Catalogue of Life.